# Krajno (gmina)
Krajno (od 1870 Górno) – dawna gmina wiejska istniejąca w XIX wieku w guberni kieleckiej. Siedzibą władz gminy było Krajno.
Za Królestwa Polskiego gmina Krajno należała do powiatu kieleckiego w guberni kieleckiej (utworzonej w 1867).
13 stycznia 1870 część obszaru gminy Krajno włączono do nowo utworzonej wiejskiej gminy Daleszyce.
Gminę zniesiono w połowie 1870 roku i odtąd jednostka figuruje już pod nazwą gmina Górno.